# Otto Braun (político)
Otto Braun (Königsberg, 28 de janeiro de 1872–Locarno, 15 de dezembro de 1955) foi um político do Partido Social Democrata da Alemanha (SPD) durante a República de Weimar. De 1920 a 1932, com apenas duas breves interrupções, Braun foi Ministro-Presidente do Estado Livre da Prússia. A continuidade do pessoal em altos cargos resultou num governo amplamente estável na Prússia, em contraste com a política por vezes turbulenta do Reich. Durante o seu mandato, a administração pública da Prússia foi reorganizada segundo linhas democráticas. Substituiu muitos funcionários monárquicos por apoiantes da República de Weimar, fortaleceu e democratizou a polícia prussiana e fez tentativas de combater a ascensão do Partido Nazista.
Em 20 de julho de 1932, no golpe de estado prussiano (Preußenschlag), o Chanceler do Reich, Franz von Papen, derrubou o governo de Braun do poder após a perda da maioria parlamentar para os nazistas e o Partido Comunista da Alemanha. Depois que Adolf Hitler tomou o poder no final de janeiro de 1933, a Prússia perdeu a sua constituição democrática e Braun foi para o exílio. Após a Segunda Guerra Mundial, ele teve pouca ou nenhuma influência política e foi amplamente esquecido quando morreu, em 1955.

## Biografia

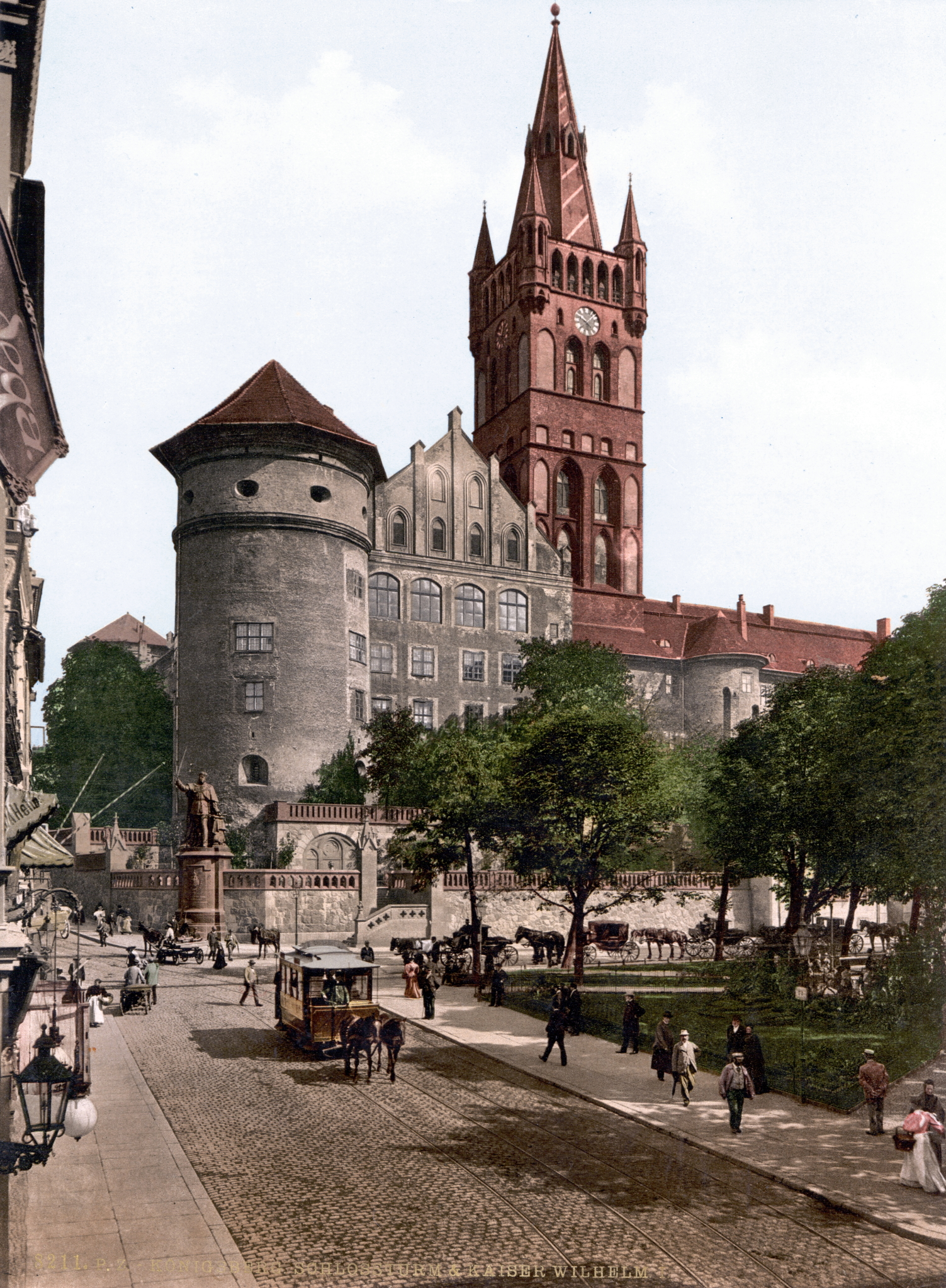
Königsberg na Prússia Oriental (hoje Kaliningrado, Rússia), onde Braun nasceu e iniciou sua carreira política

Braun nasceu em Königsberg (atual Kaliningrado, Rússia), capital e maior cidade da Prússia Oriental. Seu pai era originalmente um mestre sapateiro autônomo que encerrou sua vida profissional como ferroviário, posição então considerada consideravelmente inferior socialmente. Após um curto período de escolaridade, Otto completou um aprendizado como litógrafo. 
Poucas informações sobreviveram sobre sua esposa Emilie, nascida Podzius, que era um ano mais velha que Braun. Ele a conheceu na década de 1890 em uma festa onde discursou, e eles se casaram em 3 de abril de 1894. Durante o tempo de Braun como Ministro-Presidente, Emilie nunca apareceu em público. Depois que ela ficou com uma doença terminal em 1927, a vida do casal ficou em grande parte confinada à casa. De acordo com relatos de testemunhas oculares, Braun cuidava de sua esposa com devoção; sua fuga para a Suíça em 1933 parece ter ocorrido principalmente por preocupação com ela. Seu único filho, Erich, morreu de difteria em 1915, aos 21 anos, como voluntário na Primeira Guerra Mundial. Foi uma perda que afetou profundamente Braun. 
Ele era uma figura impressionante: quase 1,9 metro de altura, de constituição ampla, obstinado, com um notável talento organizacional e capacidade de liderar até mesmo grupos complexos. Ele pensava e agia de maneira sóbria e prosaica, mas faltava-lhe habilidade retórica e capacidade de entusiasmar seus ouvintes com um discurso estimulante. Embora tenha sido frequentemente descrito para o mundo exterior como um "iceberg prussiano", o seu pragmatismo político foi sempre guiado por uma profunda convicção humanista do direito das pessoas à liberdade e à igualdade política. 

## No SPD
Em 1888, aos 16 anos, Braun envolveu-se com o SPD,  que havia sido banido pelas Leis Antissocialistas do Chanceler Alemão Otto von Bismarck. Influenciado pelo Anarcossindicalismo - uma visão de que o sindicalismo industrial revolucionário ou sindicalismo era uma forma de os trabalhadores ganharem o controle de uma economia capitalista - ele inicialmente pertencia à ala esquerda do partido. Ele foi presidente da Associação Eleitoral dos Trabalhadores de Königsberg, a frente jurídica do partido local, e mais tarde produtor, editor e impressor de vários periódicos social-democratas. Numa região onde várias tentativas do SPD de estabelecer um jornal partidário falharam, Braun fundou com sucesso o Volkstribüne, mais tarde o Königsberger Volkszeitung,  sem capital inicial, com apoio mínimo da liderança do partido e sob difíceis condições de venda numa área rural dominada pela agricultura em grande escala. 

Durante o período, ele esteve particularmente envolvido com os trabalhadores agrícolas da Prússia Oriental e, como resultado, tornou-se um especialista em política agrícola dentro do SPD, bem como um oponente de longa data dos Junkers proprietários de terras da Elbia Oriental, a área da Alemanha a leste do rio Elba. Numa obra posterior, Das ostelbische Landproletariat (“O Proletariado Rural do Elbian Oriental”), ele escreveu em sua prosa pesada:
A população rural explorada e desprivilegiada do Elbiano Oriental é o pedestal sobre o qual repousa a parte preponderante do poder dos Junkers do Elbiano Oriental e, apoiada nele, impulsiona as políticas de roubo que privam e privam o povo da fome. Mas quanto mais o pedestal conseguir difundir os princípios social-democratas entre os grupos populacionais que o compõem, mais podre ele se tornará. 
Braun também foi cofundador do Sindicato dos Trabalhadores Agrícolas Alemães, presidente do fundo local de seguro saúde e membro do conselho municipal de Königsberg.
Em 1892, Braun foi condenado a dois meses de prisão por lesa-majestade. Em Novembro de 1903, os procuradores acusaram-no de exportar para a Rússia escritos anarquistas que apelavam ao derrube do Czar Nicolau II. Ele foi preso e, em 1904, foram instaurados processos contra ele e outros oito social-democratas por alta traição.  Braun passou mais de cinco meses em prisão preventiva aguardando o que ficou conhecido como o "julgamento da sociedade secreta de Königsberg". Braun foi defendido pelo colega social-democrata da Prússia Oriental, Hugo Haase, que no processo revelou a cooperação da polícia prussiana com o serviço secreto russo Okhrana. As provas contra Braun não foram consideradas substanciais pelo tribunal e ele foi absolvido. 

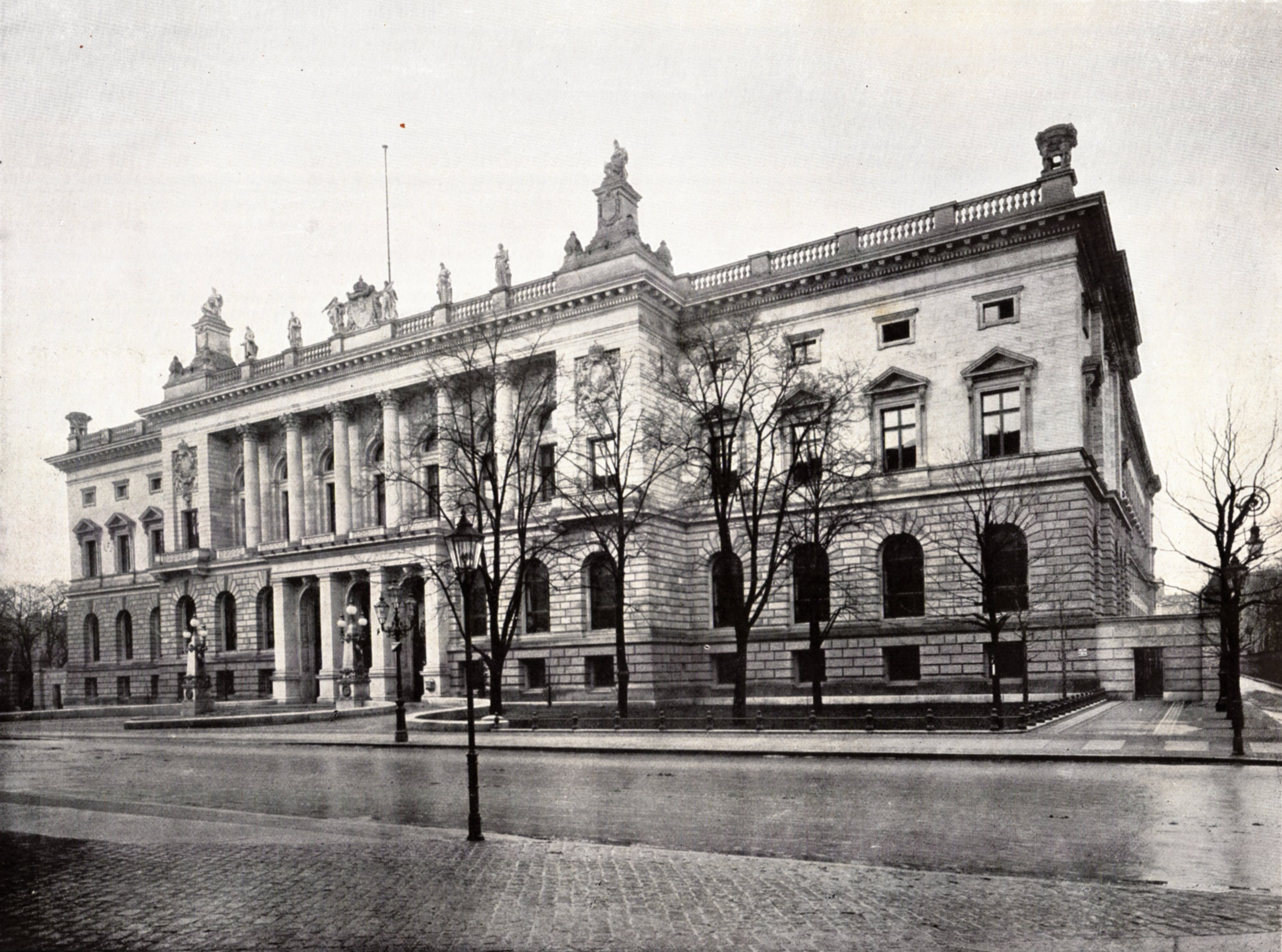
A Câmara dos Representantes da Prússia em Berlim. Braun foi membro de 1913 a 1933.

Em 1898, Braun tornou-se presidente do SPD da Prússia Oriental e em 1905 assumiu seu primeiro cargo no partido no nível do Reich como membro da Comissão de Controle.  Em 1911 foi promovido ao Comitê Executivo do Reich do SPD como tesoureiro-chefe, onde permaneceu até 1917. Em 1913 ele ganhou um assento na Câmara dos Representantes da Prússia, que manteve até 1933.  Embora inicialmente pertencesse à ala esquerda do partido, como autodidata era muito diferente dos espartaquistas e comunistas, muitas vezes altamente educados. Ele achou a argumentação deles muito pouco mundana, muito teórica e muito pouco orientada para objetivos práticos e alcançáveis. Certa vez, ele criticou Rosa Luxemburgo por seus "modos escolares insuportáveis". Em 1895, comentando as discussões no partido sobre um programa agrário, disse que “para a agitação prática o anteprojeto nada oferece. Ali, como em todo o debate, discutiram questões de doutorado”.  Depois que o partido rejeitou o projeto, ele disse: "Portanto, deixemos nosso programa, que já nos ajudou a superar muitas montanhas e nos levou a muitas vitórias, completamente intocado por enquanto, e não vamos mexer por aí. Com isso; isso pode não levar a bons resultados. Mas é diferente com as nossas táticas, que com base no nosso programa têm que se adaptar naturalmente às respectivas condições em todos os locais."
Durante a Primeira Guerra Mundial, Braun aliou-se à ala mais moderada do SPD, que apoiava a Burgfriedenspolitik do Reichstag, que pretendia evitar disputas políticas internas durante a guerra.  Quando a ala esquerda do SPD se separou em 1917 para formar o Partido Social Democrata Independente da Alemanha (USPD), Braun permaneceu com a maioria no MSPD. Participou na organização da greve de Janeiro de 1918, na qual 400 mil trabalhadores, principalmente em fábricas de munições, entraram em greve sem sucesso. No final da guerra e no início da Revolução Alemã de 1918-1919, tornou-se representante do MSPD no Conselho de Trabalhadores e Soldados de Berlim, que foi criado nos moldes dos sovietes russos.  Com a preocupação de Braun com confiabilidade e eficiência organizacional, ele não ficou satisfeito no conselho. As suas maiorias mudavam frequentemente, a sua composição era altamente dependente do acaso e as discussões frequentemente não giravam em torno de questões práticas, mas perdiam-se em debates ideológicos sobre princípios. Por causa de sua experiência com isso, ele manteve uma aversão ao longo da vida "à miséria (Unwesen) dos conselhos”. 
Em 1919 e 1920, Braun foi membro da Assembleia Nacional de Weimar,  que foi ao mesmo tempo o parlamento interino da nova República e o órgão que redigiu e adotou a Constituição de Weimar. De 1920 a 1933, foi membro do Reichstag alemão. Devido aos conflitos de interesses entre o Reich e a Prússia e devido à maneira muitas vezes prática e pouco convencional de Braun, ele e a liderança do partido do SPD tornaram-se distantes, embora tanto o parlamento nacional como o da Prússia fossem frequentemente governados pelo que veio a ser chamado de Coalizão de Weimar, formada pelo SPD, pelo Partido Democrático Alemão (DDP) de centro-esquerda e pelo Partido do Centro Católico de centro-direita. Enquanto como pragmático Braun concentrava as suas ações principalmente nos interesses da coligação na Prússia e, portanto, na estabilidade do governo, os próprios interesses do SPD tinham precedência para a liderança tanto do partido como do grupo parlamentar do Reichstag. Especialmente depois da reunião do Partido Democrático de Maioria e do USPD em Setembro de 1922, surgiram frequentemente conflitos sobre o rumo político adequado. As rivalidades pessoais, especialmente entre Braun e o presidente do partido SPD, Otto Wels, continuaram a piorar o clima e as comunicações. Braun acusou a liderança do SPD de agir de forma irresponsável e Wels considerou que o comportamento de Braun em relação ao partido era imprudente e que lhe faltava respeito pelos princípios social-democratas. 

## No governo prussiano
Em 1918, após a queda da monarquia, Braun tornou-se Ministro da Agricultura da Prússia sob o ministro-presidente Paul Hirsch.  Ele se opôs à dissolução da Prússia que muitos propunham após a guerra. Em contraste com o governo ultraconservador da Baviera, conhecido como Ordnungszelle ('célula de ordem'), ele via a Prússia como Ordnungszelle democrática da Alemanha. Ele também temia que a dissolução da Prússia, que cobria cerca de dois terços da Alemanha em área, mas era muito heterogênea em composição,  fortaleceria as exigências de anexação das potências vitoriosas.
Como Ministro da Agricultura, ele tentou uma reforma agrária destinada principalmente a retirar o poder dos grandes proprietários de terras a leste do Elba. A peça central de sua ideia era uma política que assentaria ex-soldados em pousios. Os soldados teriam obtido emprego civil e, ao mesmo tempo, a tensa situação alimentar na Alemanha teria melhorado. A resistência feroz dos grandes agricultores, a postura hesitante de Hirsch e o facto de os planos de Braun serem contrários à lei levaram-nos, na sua maior parte, ao fracasso.

Quando as exigências dos Aliados no Tratado de Versalhes se tornaram conhecidas, em 7 de Maio de 1919, a indignação do público e da liderança política foi feroz. Em 21 de maio de 1919, Braun disse em Lyck, Prússia Oriental:
Nunca na história do mundo uma fraude tão vergonhosa foi perpetrada contra um povo como este.... O Governo do Estado Prussiano e o Governo do Reich, em acordo com a totalidade dos representantes do povo, tomaram a posição de que o tratado é calculado para levar o povo alemão à escravidão permanente e que é, portanto, completamente inaceitável para nós e não deve ser assinado. 

### Ministro-Presidente
Braun foi Ministro-Presidente da Prússia de março de 1920 a março de 1921, de novembro de 1921 a janeiro de 1925 e de abril de 1925 a maio de 1932. Ironicamente, ele tornou-se Ministro-Presidente apenas porque parecia mais perigoso para os seus adversários no SPD como Ministro da Agricultura, e eles pressionaram os outros partidos da coligação para torná-lo Ministro-Presidente. Ele se tornou assim o homem mais poderoso naquele que era de longe o maior e mais populoso estado da República de Weimar. 
Entre os numerosos problemas com os quais Braun teve de lidar estavam as disputas com os grandes proprietários de terras e o Partido Popular Nacional Alemão (DNVP), nacionalista-conservador, que era aliado deles; tensões sobre questões fronteiriças e minoritárias com a Polónia e a minoria polaca na Prússia; e a ocupação do Ruhr (que fazia parte da Prússia) entre 1923 e 1925 por tropas da França e da Bélgica. Seu cargo foi dificultado por um conflito com o prefeito de Colônia, Konrad Adenauer, presidente do conselho provincial prussiano, sobre o status da província do Reno como parte do estado prussiano. Além disso, houve o conflito com a Casa de Hohenzollern sobre a propriedade da família, que levou ao referendo fracassado sobre a expropriação dos príncipes em 1926. Dentro da coligação, o Partido do Centro era o parceiro crítico. Durante a maior parte do período, poderia ter rompido com o SDP e formado uma coligação de direita com o DNVP e o Partido Popular Alemão (DVP), como fez várias vezes a nível do Reich. 

### A Prússia como um "baluarte democrático"

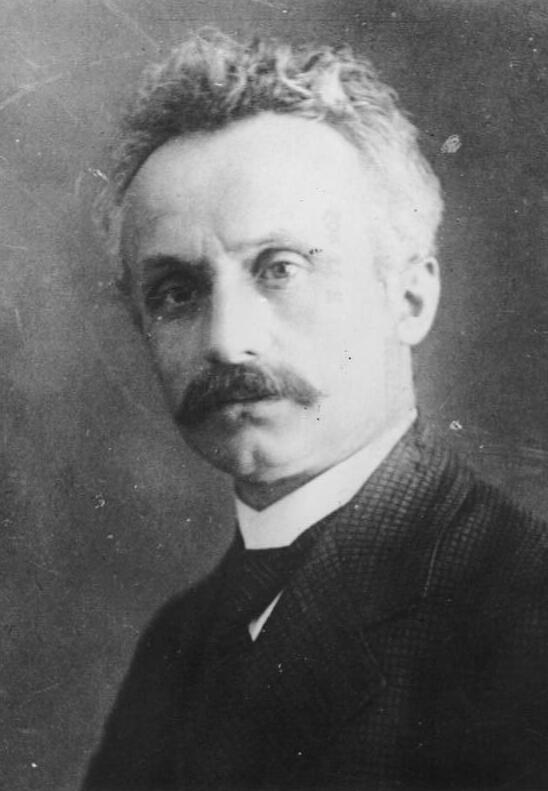
Carl Severing, que foi um dos principais ministros do Interior sob Braun

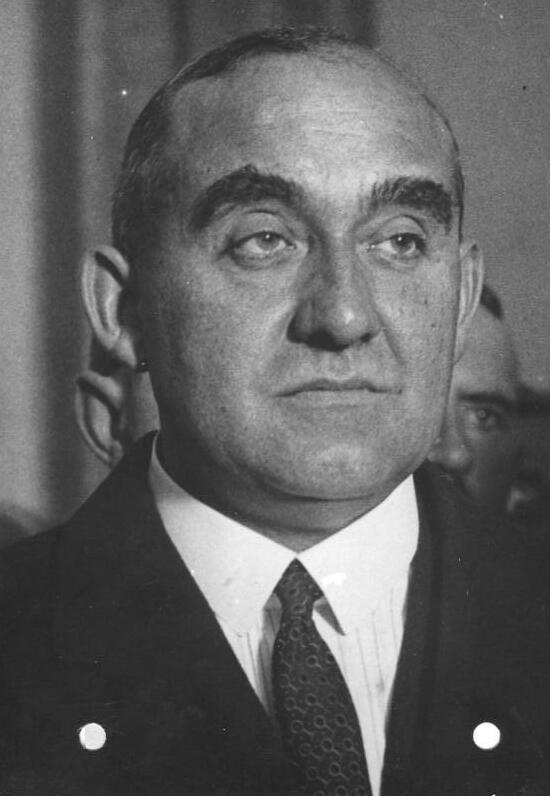
Albert Grzesinski, também Ministro do Interior da Prússia e aliado de Braun

Braun buscou políticas ambiciosas em meio ao ambiente político tenso. As suas maiores vantagens sobre a política nacional foram os resultados eleitorais favoráveis - a Coligação de Weimar do SPD, Centro e DDP manteve sempre uma estreita maioria na Câmara dos Representantes da Prússia - e o facto de, ao abrigo da constituição prussiana, o Ministro Presidente ser eleito pelo Parlamento, o que significava que, ao contrário do chanceler alemão, ele normalmente podia contar com uma maioria parlamentar. Ernst Heilmann (SPD) e Joseph Heß (Centro) deram contribuições significativas para a coesão dos seus respectivos partidos no governo. Os aliados mais importantes de Braun foram os dois ministros do Interior social-democratas do estado, Carl Severing (1920–1926 e 1930–1932) e Albert Grzesinski (1927–1929). 
Os principais pontos de conflito dentro da coligação foram a política escolar e as disputas sobre a nomeação de funcionários públicos. Enquanto o Partido do Centro favorecia escolas denominacionais baseadas na igreja, o SPD e o DDP queriam escolas públicas independentes de religião. Quando se tratou de nomear funcionários públicos, houve divergências sobre se isso deveria ser feito com base principalmente em considerações político-democráticas ou em experiência profissional, o que, devido ao recrutamento de funcionários subalternos sob o Império Alemão até 1919, resultou numa preponderância de funcionários conservadores que eram hostis à República. Finalmente, o Centro e o DDP criticaram frequentemente a política agrícola da Prússia, que consideravam "cheia de experiências socialistas". 
Devido ao seu estilo autoritário de governar, Braun era por vezes referido como o "Czar da Prússia", mas a própria Prússia era considerada um reduto democrático sob a sua liderança. O chanceler alemão Gustav Stresemann (DVP) descreveu a Prússia durante as crises de 1923 como o "baluarte dos republicanos alemães".  O historiador Hajo Holborn escreveu que Braun não era um revolucionário social, mas "um determinado reformador democrático" e um astuto construtor de coalizões. 

### Políticas de reforma
Durante o mandato de Braun, a reforma agrária e uma reforma democrática do sistema escolar foram parcialmente bem-sucedidas. A nomeação de democratas para o serviço público e especialmente para a força policial foi um dos objetivos mais importantes do governo de Braun. Particularmente após o fracassado Kapp-Putsch de 1920, o governo prussiano, ao contrário de outros estados alemães, tomou consistentemente medidas disciplinares contra funcionários públicos desleais. O Ministro do Interior Grzesinski resumiu o programa do governo por ocasião da sua posse no final de 1926:
- lutar contra os inimigos da República
- consolidar o poder do Estado, especialmente através da expansão da polícia
- remover altos funcionários reacionários da administração estatal e substituí-los por defensores comprometidos da Constituição de Weimar, inclusive das amplas camadas da população
- eliminar os privilégios ainda existentes da nobreza na Prússia através da abolição dos distritos senhoriais
- iniciar e implementar a reforma administrativa estadual e municipal

Braun e Severing substituíram quase todos os governadores prussianos (Oberpräsidenten), presidentes de distrito (Regierungspräsidenten), administradores distritais e chefes de polícia. Após a sua reorganização por Wilhelm Abegg, a força policial prussiana foi considerada um dos mais importantes fiadores da República de Weimar. No final, eram cerca de 50 mil homens, predominantemente de mentalidade republicana, e parte deles treinados paramilitarmente. Também soube responder eficazmente durante os períodos de lutas de rua que se tornaram frequentes no final da década de 1920 e início da década de 1930. 
Dado que eram poucos os apoiantes da democracia que já possuíam formação na função pública ou vasta experiência no cargo, a reintegração de pessoal só pôde ser realizada parcialmente. Especialmente abaixo do nível de liderança imediata, o governo teve de deixar no cargo muitos funcionários leais à monarquia. Os partidos conservadores e burgueses, em particular, opuseram-se fortemente às reatribuições políticas, embora tanto o DDP como o DVP tenham obtido um número acima da média de cargos nos órgãos de governo da administração. A reintegração do DVP no governo prussiano falhou várias vezes, principalmente devido a esta questão. 

### Eleições presidenciais de 1925

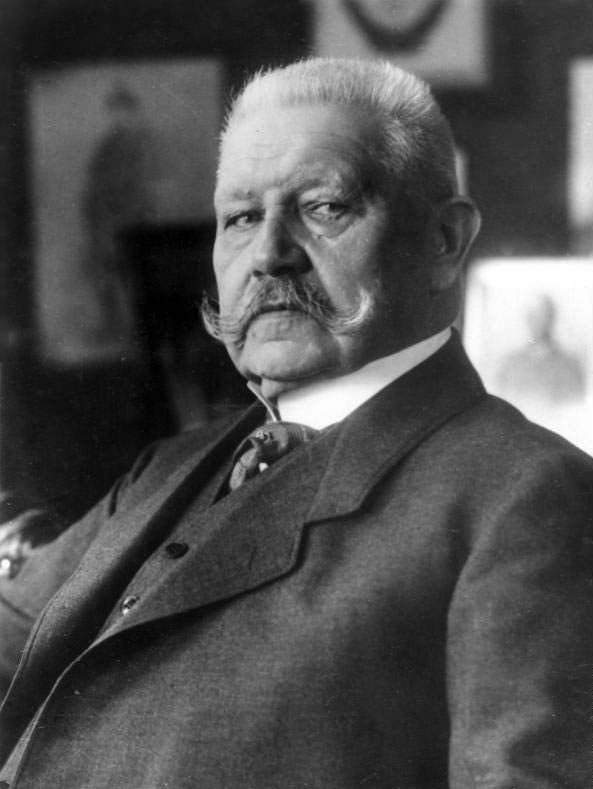
Paul von Hindenburg, contra quem Braun concorreu sem sucesso nas eleições presidenciais de 1925

Nas eleições presidenciais alemãs de 1925, Braun fez campanha para suceder Friedrich Ebert como Presidente do Reich, concorrendo contra Wilhelm Marx do Partido de Centro, Karl Jarres do DVP e Ernst Thälmann do Partido Comunista Alemão (KPD). Os social-democratas contavam com uma figura de liderança conhecida em toda a Alemanha e que era semelhante a Ebert em mentalidade. No primeiro turno, Braun recebeu 29 por cento dos votos, um resultado consideravelmente melhor do que os 20,5% do SPD nas eleições anteriores para o Reichstag. Como o Partido do Centro se recusou a apoiar um candidato social-democrata na segunda votação, Braun retirou-se em favor de Marx.  Ele não teve mais sucesso do que Braun em apelar aos eleitores conservadores e perdeu para Paul von Hindenburg.

### Fim da República de Weimar
Braun inicialmente teve um bom relacionamento com o presidente Hindenburg, algo que surpreendeu tanto os observadores quanto os próprios dois homens. O ministro-presidente, que ultrapassava o alto marechal de campanha por um palmo, também foi um dos poucos homens que simbolicamente encontrou Hindenburg cara a cara. Os dois encontraram pontos de conversa comuns em sua paixão mútua pela caça na Prússia Oriental. Hindenburg via Braun como um político que pensava não tanto em termos de subtilezas ideológicas mas, em vez disso, dentro de certas convicções básicas, era aberto e pragmaticamente orientado para a política do dia-a-dia. Após o primeiro encontro, Hindenburg disse: "Meus amigos... me disseram que Otto Braun era um agitador fanático. Agora vejo que ele é uma pessoa bastante razoável com quem se pode conversar sobre tudo." 

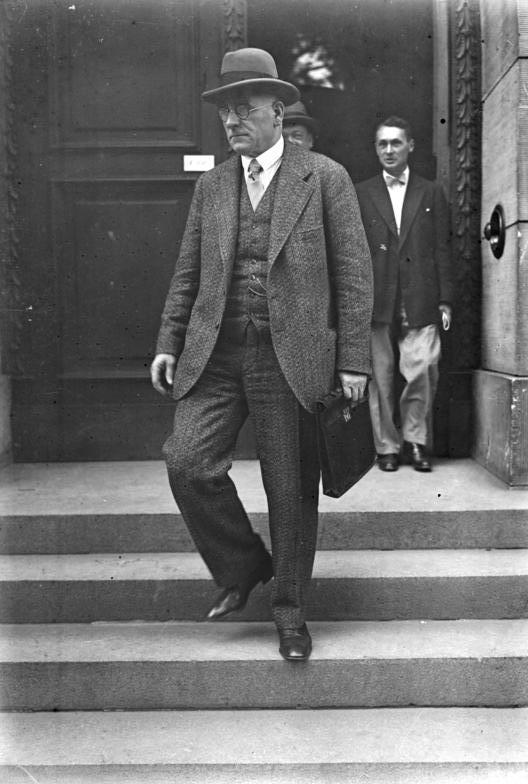
Braun em 1930

No longo prazo, porém, Braun foi incapaz de resistir ao círculo íntimo de Hindenburg. A confiança entre os dois homens foi perdida para sempre em outubro de 1929, depois que Braun proibiu o capítulo da Renânia do Der Stahlhelm, uma organização de veteranos que servia como corpo paramilitar do DNVP de direita. A proibição deixou Hindenburg, um membro honorário da associação que encarou pessoalmente a ação de Braun, pronto para apoiar ações drásticas contra ele e o governo prussiano. 
Na fase final da República de Weimar, Braun tentou tomar medidas contra o crescente Partido Nazista (NSDAP). Além de proibir o Rhineland Stahlhelm, ele trabalhou com a polícia prussiana e os ministros do Interior Albert Grzesinski e depois Carl Severing para impor uma proibição nacional ao Sturmabteilung (SA), o braço paramilitar do Partido Nazista. O Staatsschutz (segurança do Estado) trabalhou comparativamente com propósito e sucesso contra o NSDAP, mas tanto os seus poderes como as suas opções eram limitados. Após o fracasso, em Março de 1930, da grande coligação liderada por Hermann Müller (SPD) no Parlamento alemão, o SPD no Reichstag apoiou na maior parte o governo de Heinrich Brüning (Centro), principalmente para que o Partido do Centro na Prússia continuar a apoiar Braun, e a polícia prussiana poderia, portanto, permanecer sob o comando dos democratas. 
A maioria de Braun no Parlamento Prussiano diminuiu lentamente, especialmente desde que os opositores da República conseguiram cooperar para trabalhar contra o governo. Em 1930, o DNVP e os Comunistas (KPD) introduziram uma moção conjunta de censura e, em 1931, o Stahlhelm, com o apoio do NSDAP, DNVP, DVP e KPD, tentou aprovar um referendo popular para remover o governo na Prússia.  Ambas as medidas falharam.

### Remoção do cargo
Nas eleições de 24 de abril de 1932, a coalizão de Weimar ficou pela primeira vez aquém da maioria nas eleições estaduais prussianas. Segundo a constituição prussiana, um governo em exercício não poderia ser deposto, a menos que um potencial sucessor já obtivesse a maioria. Essa medida, o voto construtivo de desconfiança, pretendia garantir que um governo tivesse apoio suficiente para governar. Em 1932, nem os comunistas nem os nacional-socialistas apoiariam a coligação governamental, mas nenhum deles conseguiu reunir apoio suficiente para formar um governo por direito próprio e não consideraram trabalhar uns com os outros. Como resultado, Braun e o seu gabinete, após apresentarem formalmente as suas demissões, permaneceram no cargo numa base interina, de acordo com o artigo 59 da constituição estadual. 
Após as tensões da campanha eleitoral, Braun teve um colapso físico na noite de 22 para 23 de abril. Quando ficou claro que o seu governo permaneceria no cargo, ele passou a gestão dos assuntos do dia-a-dia para Heinrich Hirtsiefer, o Ministro do Bem-Estar Público do Partido Central, e retirou-se para descansar e recuperar.

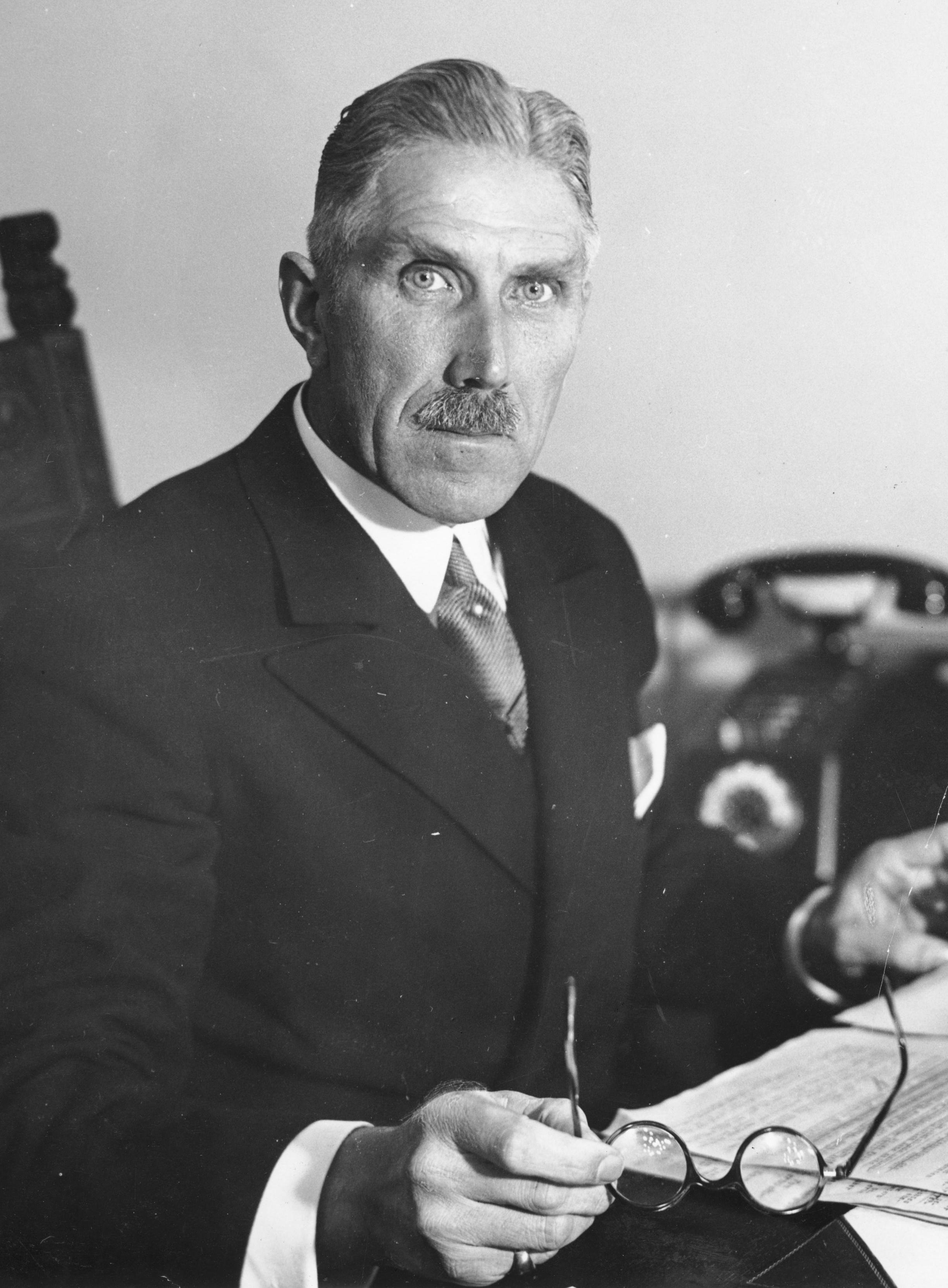
Franz von Papen, que iniciou o golpe que o tornou Comissário do Reich da Prússia

Em uma tentativa de quebrar o impasse parlamentar e destituir o governo Braun do cargo, o Chanceler do Reich, Franz von Papen, com a aprovação do Presidente Hindenburg, iniciou o golpe de estado prussiano de 1932 em 20 de julho. Substituiu o governo legal da Prússia por von Papen como Comissário do Reich e deu o poder executivo ao Ministro das Forças Armadas do Reich, Kurt von Schleicher. Braun permaneceu em Berlim e preparou uma queixa legal ao Tribunal Constitucional do Estado (Staatsgerichtshof) do Reichsgericht (Tribunal de Justiça do Reich) em nome do governo do estado prussiano. 
Nos fracos resultados eleitorais do SPD e nos problemas de saúde de Braun, Papen encontrou uma oportunidade para eliminar o centro de poder mais importante dos partidos republicanos na Alemanha. O pretexto imediato foi fornecido pelo Domingo Sangrento de Altona, um confronto em Altona (perto de Hamburgo) entre as SA nazistas, os comunistas e a polícia que deixou 18 mortos. Forneceu a justificação para uma Reichsexecution, uma intervenção constitucionalmente sancionada pelo governo federal contra um estado membro, a ser apresentada como um passo necessário para restaurar a paz e a ordem. Embora Braun permanecesse oficialmente como Ministro Presidente, seus poderes foram transferidos para Papen como Reichskommissar. 
Em 25 de julho, o Tribunal Constitucional do Estado recusou-se a emitir uma liminar contra o "Decreto de Emergência relativo à restauração da segurança e ordem públicas no território da Prússia" de Hindenburg.  Braun então passou o verão em férias de recuperação em Bad Gastein, na Áustria e em Ascona, na Suíça. Em meados de Outubro regressou a Berlim e, em 25 de Outubro, o Tribunal do Estado decidiu no caso "Prússia versus o Reich" que as medidas tomadas por Papen e Hindenburg não tinham sido legais, mas que o resultado tinha de ser aceite. O governo de Braun continuou a manter os seus direitos constitucionais no que diz respeito ao Landtag prussiano, ao Reichsrat – a câmara alta do Parlamento alemão que representava os interesses dos estados – e ao governo do Reich. As conversações com Papen e Hindenburg em 29 de Outubro não trouxeram progressos. Braun ainda era legalmente Ministro Presidente da Prússia, mas seu único poder residia em presidir reuniões sem sentido de seu gabinete, agora chamado de "governo soberano" (Hoheitsregierung), e na representação da Prússia no Reichsrat, enquanto o Comissário do Reich, Papen, apagava rapidamente as reformas dos doze anos anteriores. A nomeação de Kurt von Schleicher como Reichskommissar não trouxe mudanças significativas. Foi só quando Adolf Hitler tomou o poder em 1933 que Hermann Göring, com a ajuda de Papen, garantiu um novo decreto de emergência de Hindenburg que depôs oficialmente o "governo soberano" de Braun. A sua resposta limitou-se novamente a apresentar uma queixa ao Tribunal Constitucional do Estado em 7 de fevereiro de 1933. 
Os acontecimentos que se seguiram ao incêndio do Reichstag em 27 de fevereiro de 1933 e os avisos de que sua vida estava ameaçada induziram Braun a fugir da Alemanha. No dia 4 de março, ele atravessou de carro a fronteira com a Áustria. A liderança do partido SPD não o perdoou pela sua fuga, que se tornou conhecida antes do encerramento das assembleias de voto para as eleições de 5 de março para o Parlamento Prussiano e para o Reichstag alemão. Parecia-lhes uma deserção, com consequências talvez desastrosas para os resultados eleitorais e um efeito desmoralizante para os defensores da República. Praticamente não houve contato entre Braun e a liderança do partido no exílio, o Sopade. 
Posteriormente, Braun foi frequentemente censurado por se render sem lutar e por não convocar uma greve geral ou tentar recuperar seus poderes com a ajuda da polícia uniformizada prussiana, que na época contava com 50.000 homens. O comportamento de Braun durante o golpe de estado prussiano, em particular, simbolizou o desamparo das forças democráticas face a um inimigo que não se sentia vinculado nem pela ordem nem pela lei existente. Ele considerou fútil uma abordagem mais ativa tendo em vista o equilíbrio de poder político-militar em 1932. Na sua opinião, isso só teria causado derramamento de sangue desnecessário. 

## No exílio
Depois de Braun ter sido avisado por homens próximos do Presidente do Reich sobre uma onda de prisões, ele fugiu para Ascona, na Suíça, que já conhecia como local de férias. Na Suíça, ele foi proibido de qualquer atividade política, bem como de emprego remunerado. Conseguira poupar a maior parte dos seus bens, mas, confiante de que receberia a sua pensão como Ministro-Presidente da Prússia, gastou-a num terreno com uma casa e até fez uma hipoteca. Depois que ficou claro que ele teria que sobreviver quase sem dinheiro, Braun, em depressão, retirou-se para a jardinagem e, portanto, para a natureza que amava. Ele escreveu em uma carta que estava meditando sobre "toda a miséria da minha existência miserável" e que estava se perguntando: "Como estou, como um homem desgastado de 62 anos cuja liberdade de movimento é severamente prejudicada pela minha esposa paralisada, deveria criar uma nova existência para mim nas condições de hoje?" Embora parecesse implausível para a Gestapo que o "Czar Vermelho da Prússia" se contentasse em cultivar batatas no exílio, não encontraram provas convincentes do contrário. 
No verão de 1937, um advogado tentou cobrar quinhentos marcos em dívidas de Braun. Ele tentou, sem sucesso, alugar ou vender sua casa, mas temendo o oficial de justiça, finalmente deixou a Suíça. Em Paris teve o seu primeiro contacto próximo com o SPD no exílio e mostrou uma compulsão maníaca constante para se justificar. Seus amigos conseguiram persuadi-lo a escrever suas memórias. Braun enterrou-se em documentos e, em 1938, o manuscrito de Von Weimar zu Hitler (“De Weimar a Hitler”) foi concluído. Seu testamento político apareceu em 1940,  bastante resumido por causa da censura suíça.
Nessa altura, ele conseguiu alugar a sua casa em Ascona por um bom preço. Permitiu-lhe regressar à Suíça e viver lá, aliviado pelo menos das piores preocupações financeiras até ao início da guerra. Então as coisas pioraram novamente; nenhum inquilino foi encontrado, então Braun teve que voltar para sua casa sem qualquer renda. Seu livro não rendeu o suficiente nem para pagar os juros da hipoteca de sua casa. No verão de 1941, ele vendeu seu relógio e "outras coisas dispensáveis que poderiam ser transformadas em dinheiro". Ele passava grande parte do tempo na cama sofrendo ataques de reumatismo. Ao seu confidente mais próximo, Herbert Weichmann, ele escreveu: "quando ando de mesa em mesa por muitas semanas como um estudante mendigo, dificilmente consigo evitar o sentimento de depressão". 
Foi o ex-membro do Reichstag, Heinrich Georg Ritzel, quem trouxe Braun de volta à vida social e política. Ele estabeleceu contato com o social-democrata bávaro Wilhelm Hoegner e o ex-chanceler do Reich Joseph Wirth. Juntos, eles traçaram planos para uma possível ordem pós-guerra, mas a tentativa de Braun de fazer com que os Aliados restabelecessem o anterior governo democrático da Prússia falhou porque eles decidiram abolir a Prússia. Ritzel conseguiu um apoio financeiro modesto da Agência de Ajuda aos Trabalhadores Suíços para que Braun pelo menos não tivesse mais que mendigar. 

## Pós-guerra
Embora tenha sido um dos homens mais poderosos da República de Weimar, Braun desapareceu em grande parte da memória pública após a Segunda Guerra Mundial. Suas ideias sobre a política do pós-guerra não conseguiram atrair interesse. Nem as suas opiniões políticas nem o que ele simbolizava se enquadravam na nova situação na Alemanha. O antigo Estado Livre da Prússia foi dividido entre a República Federal da Alemanha, a República Democrática Alemã, a Polônia e a União Soviética, e a ideia de um socialismo genuinamente democrático e republicano contradizia cada vez mais as ideias políticas da Guerra Fria tanto do Ocidente como do Oriente. Na Zona de Ocupação Soviética e mais tarde na Alemanha Oriental, tanto como social-democrata como como prussiano, ele estava demasiado próximo do que foi chamado de revanchismo para ser apreciado. Na Alemanha Ocidental, Konrad Adenauer, antigo adversário político interno de Braun e ferrenho oponente do prussianismo e do socialismo, dominou o governo por muitos anos. Além disso, o compromisso de Braun com a República de Weimar foi durante muito tempo ofuscado pelo seu fracasso político final e pela passividade geral durante o golpe de estado prussiano. Otto Braun morreu em Locarno, Suíça, em 15 de dezembro de 1955. 
Somente na década de 1970 é que os historiadores começaram a se interessar novamente por Otto Braun. Hagen Schulze escreveu uma biografia abrangente dele em 1977 (ver leituras adicionais).

### Leitura Adicional
- Craig, Gordon. The End of Prussia (1984)
- Glees, Anthony. "Albert C. Grzesinski and the politics of Prussia, 1926-1930." English Historical Review 89.353 (1974): 814-834. online
- Muncy, Lysbeth W. "The Junkers and the Prussian Administration from 1918 to 1939." Review of Politics 9.4 (1947): 482-501. online
- Orlow, Dietrich. Weimar Prussia, 1918-1925: The Unlikely Rock of Democracy (1986).
- Orlow, Dietrich. Weimar Prussia, 1925-1933: The Illusion of Strength (1991). excerpt
- Schulze, Hagen, and Philip G. Dwyer. "Democratic Prussia in Weimar Germany, 1919–33." in Modern Prussian History 1830–1947 (Routledge, 2014) pp. 211–229.
- Schulze, Hagen. "Otto Braun oder Preußens demokratische Sendung. Eine Biographie [Otto Braun or Prussia's Democratic Mission. A Biography'. (Propyläen, 1977).